# Margaret Wintringham

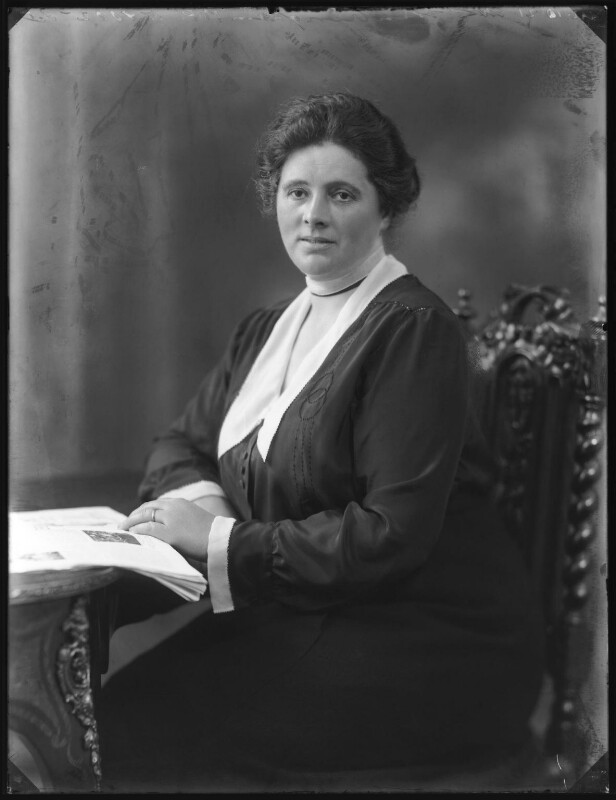
Margaret Wintringham, 1921

Margaret Wintringham, geborene Longbottom (* 4. August 1879 in Oldfield, Keighley, West Riding of Yorkshire; † 10. März 1955 in Hampstead Heath, London) war eine englisch-britische Lehrerin, Politikerin und Mitglied im House of Commons für die Liberal Party. Sie war nach Nancy Astor die zweite Frau, die einen Sitz im Unterhaus erhielt, nachdem dies 1918 gesetzlich möglich geworden war.

## Leben
Wintringham wurde als Tochter von David Longbottom (1851–1915) und Hannah Longbottom, geborene Sugden (1853–1945) geboren. Sie besuchte die Bolton Road School in Silsden, wo ihr Vater Schulleiter war, und anschließend die Keighley Girls’ Grammar School. Nach einer Ausbildung am Bedford Training College arbeitete sie als Lehrerin und wurde schließlich Direktorin einer Schule in Grimsby. Im Jahr 1903 heiratete sie Thomas Wintringham, einen Holzhändler. Sie hatten keine Kinder.
Wintringham wurde Friedensrichterin und Mitglied des Bildungsausschusses von Grimsby. Sie engagierte sich in vielen politischen Bewegungen, darunter die National Union of Women Workers, die British Temperance Association, die National Union of Societies for Equal Citizenship (NUSEC), das Women’s Institute, die Electrical Association for Women, wo sie Vizepräsidentin wurde, die Townswomen’s Guild und die Liberal Party. Sie war Präsidentin der Women’s Liberal Association in Louth und von 1925 bis 1926 war sie Präsidentin der Women’s National Liberal Federation. Im Jahr 1927 war sie eine von zwei Frauen, die in den nationalen Vorstand der National Liberal Federation gewählt wurden.
Als ihr Mann in einer Nachwahl 1920 zum Parlamentsabgeordneten für den Wahlkreis Louth in Lincolnshire gewählt wurde, zog sie mit ihm von Grimsby nach Louth und blieb politisch aktiv. Als Thomas Wintringham schon ein Jahr später im Unterhaus plötzlich verstarb, wurde sie als Kandidatin der Liberalen ausgewählt, um ihn zu ersetzen. Am 22. September 1921 gewann sie die Nachwahlen in Louth und wurde damit die erste weibliche Abgeordnete der Liberalen und die dritte Frau, die ins Unterhaus gewählt wurde. Die erste Frau, die gewählt wurde, war 1918 die irische Freiheitskämpferin Constance Markiewicz, die ihren Sitz aber nicht antrat; die erste, die ihren Sitz einnahm, war 1919 die konservative Nancy Astor, die eine Freundin Wintringhams wurde. Bei den Parlamentswahlen 1922 und 1923 wurde Wintringham erneut gewählt.
Als Abgeordnete war sie energisch und radikal auf der linken Seite der Liberalen stehend. In ihrer Antrittsrede, die es auf die Titelseite der New York Times schaffte, prangerte sie die Kürzungen der öffentlichen Ausgaben durch die Lloyd-George-Koalition als „falsche Sparsamkeit“ an. Inhaltlich setzte sie sich für ein gleiches Wahlrecht ein; der Representation of the People Act 1918 hatte das Wahlrecht auf alle Männer über 21 Jahre, aber nur auf ausgewählte Frauen über 30 Jahre ausgedehnt. Außerdem setzte sie sich für gleichen Lohn für Frauen, für staatliche Stipendien für Mädchen und Jungen sowie für Eisenbahnwaggons nur für Frauen ein. Als 1923 acht weibliche Abgeordnete in das Parlament einzogen, fungierte Wintringham als deren inoffizielle parteiübergreifende Koordinatorin (eine schwierige Aufgabe angesichts der Unterschiede zwischen den Parteien), und sie nutzte diese Rolle, um „Frauenthemen“ wie die Geburtenkontrolle stärker in den Vordergrund zu rücken.
Bei den Parlamentswahlen 1924 verlor sie ihren Sitz im Parlament an den Konservativen Arthur Heneage. Obwohl sie bei den Parlamentswahlen 1929 in Louth und 1935 in Aylesbury erneut kandidierte, kehrte sie nicht in das Unterhaus zurück. In den 1930er Jahren verschwand sie aus den Führungsriegen der Liberal Party.
Wintringham war Mitglied der Christian Science-Bewegung. Sie starb am 1955 im Hawthorne House, einem Pflegeheim Christian Science-Bewegung in Hampstead, London.
Der Historiker Brian Harrison führte drei Oral-History-Interviews zu Wintringham im Rahmen des Suffrage-Interviews-Projekts Oral evidence on the suffragette and suffragist movements: the Brian Harrison interviews. Im März 1976 sprach Wintringhams Nichte, Elizabeth Neale, über die Persönlichkeit und die Rolle ihrer Tante im Women’s Institute sowie über ihre Zeit als Direktorin der Women’s Land Army in Lincolnshire und ihre Freundschaft mit Gwendolen Maclean, der Mutter des sowjetischen Doppelagenten Donald Maclean. Im Mai 1976 sprach Flora Murray, eine Kollegin Wintringhams, über ihre Arbeit in einer Reihe von Ausschüssen und ihre Rolle in der Politik und Kommunalverwaltung von Lincolnshire sowie über ihre Wahl ins Parlament und ihre Zusammenarbeit mit Nancy Astor. Wintringhams Gärtner und Chauffeur, Leslie Smith, wurde im Mai 1976 zusammen mit seiner Frau ebenfalls interviewt, wobei er sich insbesondere auf ihre Unterstützung des lokalen Bildungswesens und ihre Arbeit mit dem Women’s Institute konzentrierte.